# Џеклин Бисет
Џеклин Бисет (енгл. Jacqueline Bisset; IPA:  Вејбриџ, 13. септембар 1944) британска је глумица.
Четири пута је номинована за Златни глобус и једном за награду Еми. Глумила је у великом броју филмова и серија. Наступила је и у неколико француских филмова, а за улогу у филму La Cérémonie номинована је за Награду Цезар. Глумила је и у великом броју независних филмова.
Кума је Анџелине Џоли.
Године 2010. добила је највеће француско одликовање, Национални орден Легије части.